# DeMar DeRozan
DeMar Darnell DeRozan (Compton, 7 de agosto de 1989) é um jogador norte-americano de basquete profissional que atualmente joga no Sacramento Kings, da National Basketball Association (NBA).
Ele jogou basquete universitário por USC e foi selecionado pelo Toronto Raptors como a 9º escolha geral no draft da NBA de 2009. Em 2018, ele se tornou o maior cestinha da história dos Raptors.
Ele foi selecionado 6 vezes para o All-Star Game e foi medalha de ouro nas Olimpíadas de 2016 e campeão da Copa do Mundo em 2014 com a seleção americana.

## Carreira no ensino médio
DeRozan frequentou a Compton High School e foi classificado como um dos melhores recrutas universitários do país na classe de 2008. Ele foi classificado em 3º lugar no país pela Rivals.com e em 6º pelo Scout.com.
Como calouro, ele teve médias de 26,1 pontos e 8,4 rebotes. Durante seu segundo ano, ele teve médias de 22,6 pontos e 8,4 rebotes e em seu terceiro ano, ele teve médias de 22,3 pontos, 7,8 rebotes, 3,0 assistências e 3,2 roubos de bola.
Em seu último ano e com média de 29,2 pontos e 7,9 rebotes, DeRozan levou a Compton High School a um recorde de 26-6, um segundo título consecutivo da Moore League e as quartas de final da CIF Division IAA Southern Section. Por seus esforços, ele foi premiado com o Prêmio de MVP da Moore League e convidado para jogar no Jordan Brand Classic no Madison Square Garden e no Nike Hoop Summit, onde marcou 17 pontos.

## Carreira universitária

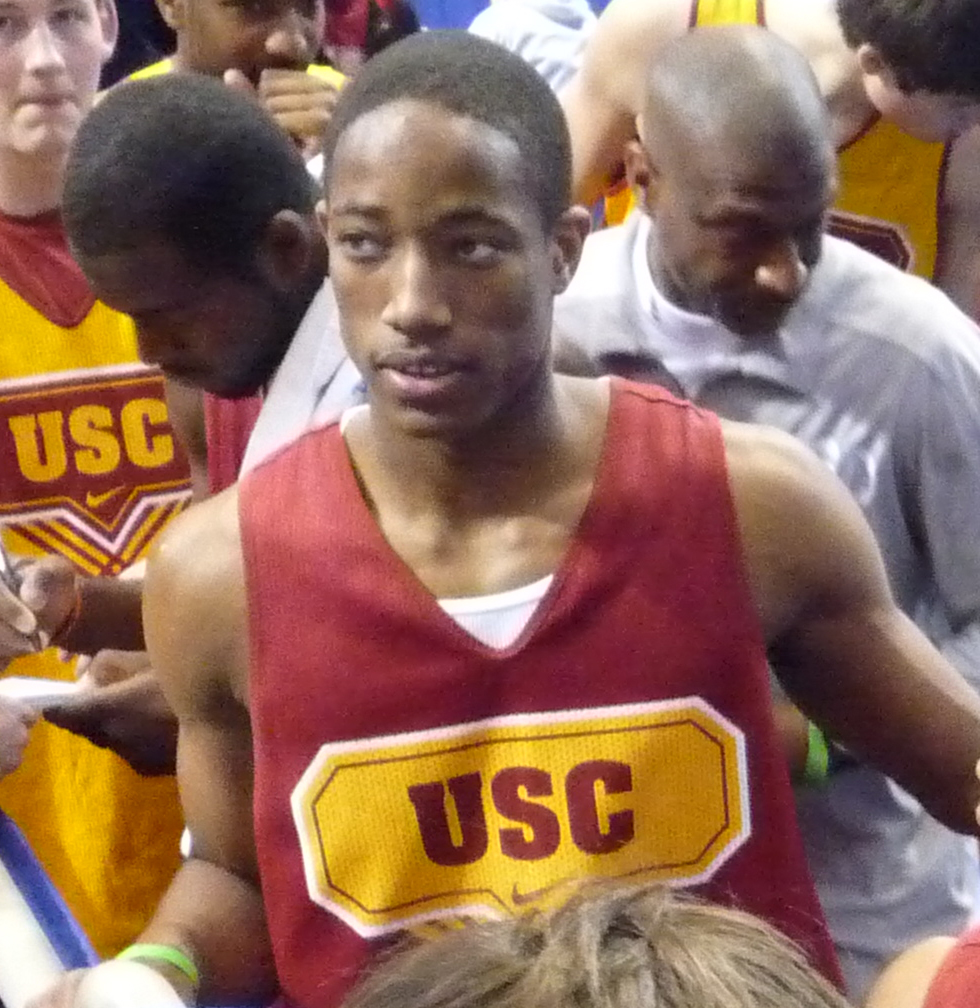
DeRozan durante um treino no Torneio da NCAA de 2009

Em novembro de 2007, DeRozan assinou uma carta de intenção de jogar basquete na USC. Ele rejeitou as propostas de Arizona State e Carolina do Norte.
Em seu primeiro jogo pela equipe, DeRozan marcou 21 pontos e sete rebotes em uma vitória por 85-64 em um jogo de exibição contra o Azusa Pacific no Galen Center. DeRozan fez 14 pontos em seu primeiro jogo da temporada regular em uma vitória sobre UC Irvine.
Ele marcou 21 pontos e 13 rebotes contra UCLA nas semifinais do Torneio da Pac-10, antes de marcar 22 pontos para levar seu time a uma vitória por 61-49 sobre Arizona State na final do Torneio da Pac-10. Seus esforços no torneio o levaram a ganhar o Prêmio de MVP.
DeRozan foi titular em todos os 35 jogos da temporada e marcou dois dígitos em 28 jogos e quatro duplos-duplos. Ele ficou em terceiro lugar na equipe em pontos (13,9), segundo em rebotes (5,7), terceiro em assistências (1,5) e segundo em porcentagem de arremessos certos (0,523, oitavo melhor na conferência). DeRozan seguiu seus esforços na temporada regular com uma média de 19,8 pontos nos cinco jogos da pós-temporada da USC. Seus 485 pontos são a terceira maior marca de todos os tempos e seus 201 rebotes são a quarta maior marca de todos os tempos para um calouro da USC.

## Carreira profissional

### Toronto Raptors (2009–2018)

#### Primeiros anos (2009-2013)

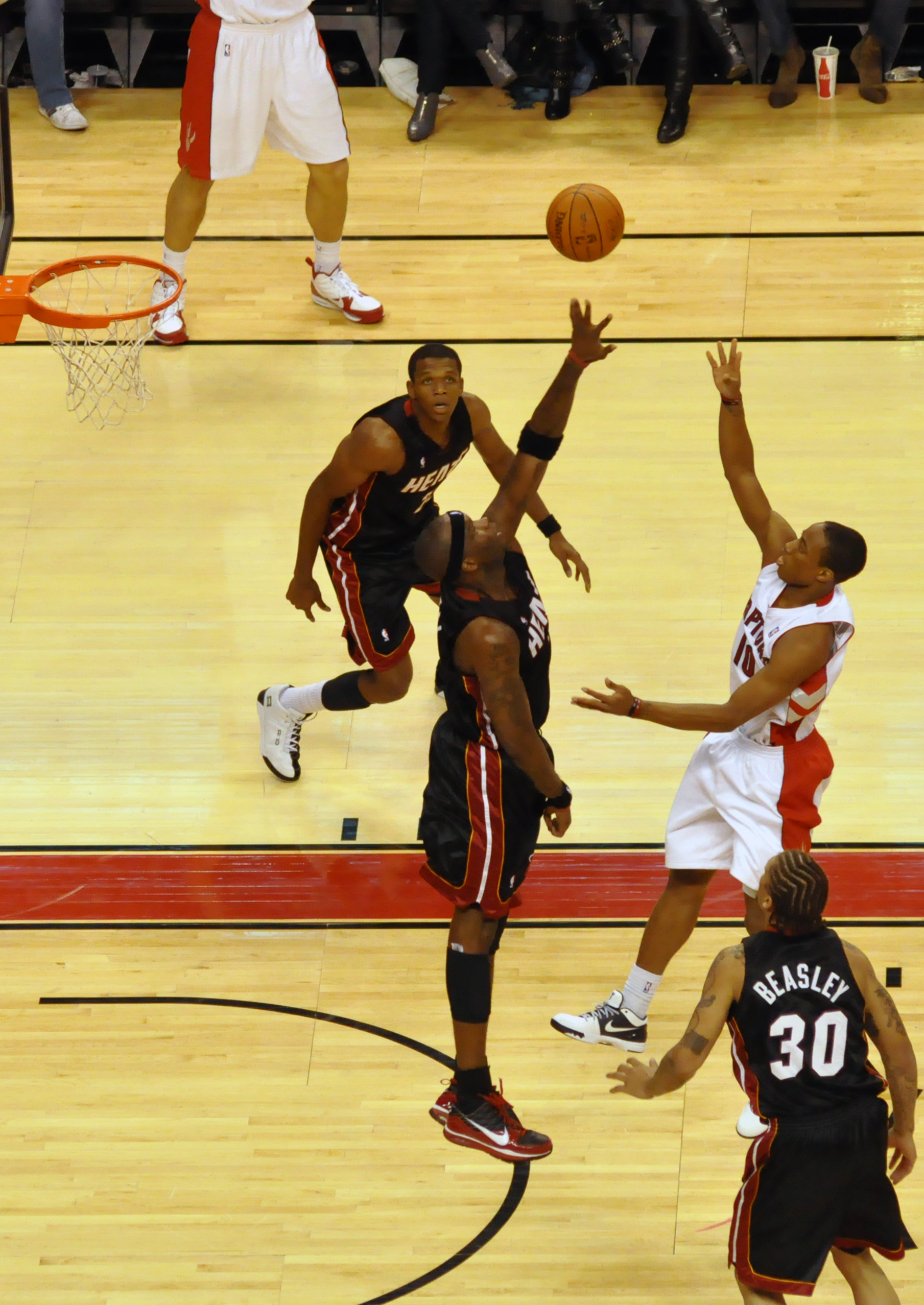
DeRozan arremessando sobre Jermaine O'Neal em um jogo de 2009

Em 8 de abril de 2009, DeRozan anunciou sua decisão de entrar no Draft da NBA de 2009 e renunciar a seus três últimos anos de elegibilidade na USC. Em 25 de junho de 2009, ele foi selecionado pelo Toronto Raptors como a 9º escolha geral. Ele afirmou que parte do motivo de sua saída para a NBA depois de apenas um ano na USC foi para ajudar a cuidar melhor de sua mãe, que sofre de lúpus.
Em 9 de julho de 2009, DeRozan assinou seu contrato de novato com os Raptors.
Em 31 de dezembro de 2010, ele marcou 37 pontos contra o Houston Rockets. Ele igualou o recorde da carreira mais duas vezes nos próximos três anos - contra o Utah Jazz em 12 de novembro de 2012 e contra o Chicago Bulls em 15 de novembro de 2013.

#### Primeira aparição no All-Star (2013-2014)
Em 22 de janeiro de 2014, DeRozan marcou 40 pontos contra o Dallas Mavericks. Em 30 de janeiro, DeRozan foi selecionado para o All-Star Game de 2014 como um reserva da equipe da Conferência Leste. Ele terminou o jogo com 8 pontos, 3 rebotes e 2 assistências em 15 minutos. 
Em 1º de fevereiro, ele registrou 36 pontos e 12 assistências em uma derrota para o Portland Trail Blazers. Em 28 de março, após uma vitória sobre o Boston Celtics, ele levou os Raptors a uma vaga nos playoffs pela primeira vez desde 2008. Em 13 de abril, ele marcou 30 pontos contra o Detroit Pistons para levar os Raptors a empatar o recorde da franquia de 47 vitórias.
Na temporada de 2013-14, ele teve médias de 22,7 pontos, 4,3 rebotes e 4,0 assistências e liderou os Raptors a um recorde de 48-34 e a terceira colocação na Conferência Leste.
No primeiro jogo de playoffs de DeRozan contra o Brooklyn Nets em 19 de abril de 2014, DeRozan marcou 14 pontos em uma derrota por 94-87. No Jogo 2, ele se recuperou e marcou 30 pontos em uma vitória por 100-95. Em 25 de abril, ele registrou 30 pontos, 5 rebotes e 5 assistências em uma derrota por 102-98. Esse jogo de 30 pontos fez de DeRozan o primeiro jogador dos Raptors a marcar 30 pontos em jogos consecutivos de playoffs e o primeiro a marcar 30 em vários jogos de playoffs desde Vince Carter. Os Raptors perderam para os Nets em sete jogos.
No jogo de abertura da temporada de 2014-15 contra o Atlanta Hawks, DeRozan registrou 15 pontos, 11 rebotes e seis roubadas de bola em uma vitória por 109-102. Em 17 de abril, ele foi nomeado Jogador do Mês da Conferência Leste em abril, juntando-se a Kyle Lowry (dezembro de 2014) e Chris Bosh (janeiro de 2007) como os únicos jogadores na história da equipe a serem nomeados Jogador do Mês.

#### Final da Conferência (2015-2016)
Em 10 de novembro de 2015, DeRozan marcou 29 pontos em uma derrota para o New York Knicks. Atingindo a marca de 15 pontos pelo oitavo jogo consecutivo no início da temporada, ele se tornou o primeiro jogador dos Raptors desde Chris Bosh em 2009-10 a realizar o feito. Em 14 de dezembro, DeRozan foi nomeado Jogador da Semana da Conferência Leste pelos jogos disputados de 7 a 13 de dezembro, ganhando o prêmio pela primeira vez em seus sete anos de carreira e se tornando o sétimo jogador na história da equipe a ganhar. Em 28 de janeiro, ele foi nomeado para o All-Star Game de 2016, ganhando sua segunda indicação em três anos.
Em 2 de fevereiro, DeRozan e seu companheiro de equipe Kyle Lowry foram selecionados como co-vencedores do prêmio de Jogador do Mês da Conferência Leste em janeiro. A dupla ajudou os Raptors a ter um recorde de 12-2 durante o mês e registrou um recorde da franquia de 11 vitórias consecutivas. Em 22 de fevereiro, ele se tornou o jogador mais vencedor da história dos Raptors, passando Chris Bosh e Morris Peterson com sua 233ª vitória.
Em 30 de março, ele marcou 26 pontos na vitória por 105-97 sobre o Atlanta Hawks, ajudando os Raptors a registrar uma temporada de 50 vitórias pela primeira vez na história da franquia. Em 10 de abril, ele marcou 27 pontos na vitória por 93-89 sobre os Knicks em Nova York, estabelecendo um recorde da franquia com 23 vitórias fora de casa em uma temporada. DeRozan também ultrapassou Vince Carter no segundo lugar na lista de mais pontos pelos Raptors, atrás apenas de Chris Bosh.
Na primeira rodada dos playoffs, os Raptors enfrentaram o Indiana Pacers e em uma vitória no jogo 5, DeRozan marcou 34 pontos para ajudar os Raptors a liderar a série por 3-2. No jogo 7 da série, ele marcou 30 pontos e ajudou a equipe a vencer uma série melhor de sete pela primeira vez na história. No jogo 5 da segunda rodada contra o Miami Heat, DeRozan novamente marcou 34 pontos para ajudar os Raptors a liderar a série por 3-2 com uma vitória por 99-91. No jogo 7 da série, ele marcou 28 pontos na vitória por 116-89, ajudando a equipe a avançar para as finais da conferência pela primeira vez na história. No jogo 4 das finais da Conferência Leste contra o Cleveland Cavaliers, DeRozan marcou 32 pontos para ajudar os Raptors a vencer por 105-99 e empatar a série em 2-2. A equipe perdeu os próximos dois jogos e perdeu a série por 4-2.

#### Primeira seleção para o All-NBA (2016–2017)

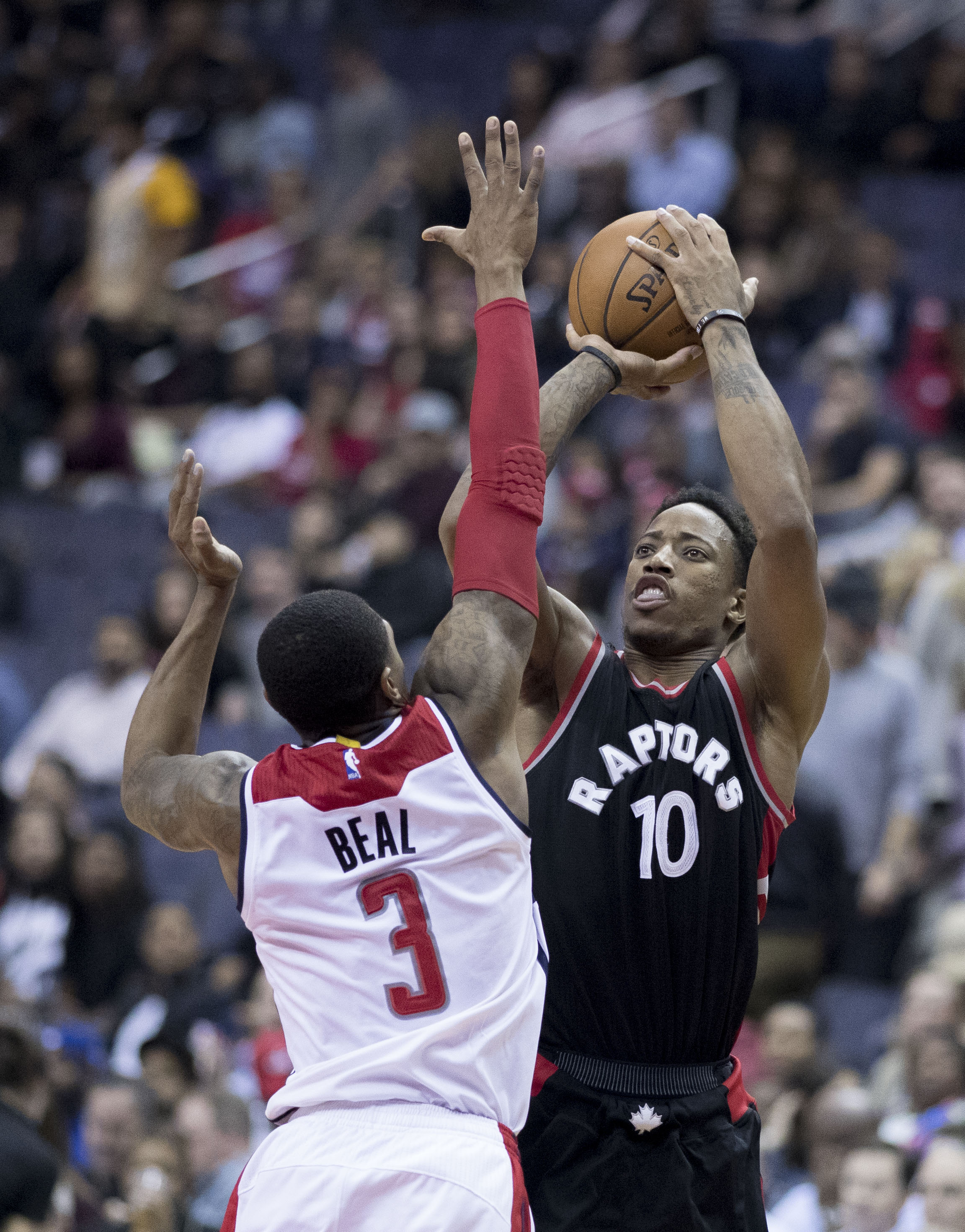
DeRozan arremessando sobre Bradley Beal em 2016

Em 14 de julho de 2016, DeRozan renovou com os Raptors em um contrato de US$ 139 milhões e cinco anos. Na abertura da temporada de 2016-17, DeRozan marcou 40 pontos na vitória por 109-91 sobre o Detroit Pistons. Dois dias depois, ele fez 32 pontos na derrota por 94-91 para o Cleveland Cavaliers. Os 72 pontos combinados de DeRozan superaram o recorde da franquia de mais pontos nos dois primeiros jogos de uma temporada de Vince Carter na temporada de 2003-04. Com um esforço de 33 pontos em 31 de outubro contra o Denver Nuggets, DeRozan se tornou o primeiro jogador dos Raptors com três jogos seguidos de 30 pontos no começo de uma temporada. Com 40 pontos contra o Washington Wizards em 2 de novembro, DeRozan empatou o recorde da franquia de Mike James com quatro jogos consecutivos de 30 pontos. Ele ultrapassou essa marca dois dias depois, marcando 34 pontos na vitória por 96-87 sobre o Miami Heat. Seus cinco jogos consecutivos de 30 pontos estabeleceram o melhor início de temporada desde que Michael Jordan fez isso por seis jogos consecutivos no começo da temporada de 1986-87. Em 12 de novembro, ele marcou 33 pontos contra o New York Knicks em seu oitavo jogo de 30 pontos em nove jogos, tornando-se apenas o quarto jogador a registrar mais de 30 pontos em oito dos nove primeiros jogos de uma temporada, juntando-se a Michael Jordan, World B. Free e Tiny Archibald. Com 34 pontos contra o Golden State Warriors em 16 de novembro, DeRozan se tornou o primeiro jogador da NBA com nove jogos de 30 pontos nos primeiros 11 jogos de sua equipe desde Jordan em 1987-88. Em 28 de dezembro, ele marcou 29 pontos contra os Warriors e se tornou o maior pontuador da história do Toronto Raptors com 10.290, superando os 10.275 pontos de Chris Bosh.
Em 19 de janeiro, DeRozan foi nomeado titular no All-Star Game de 2017, tornando-se o quarto jogador dos Raptors a ser nomeado titular depois de Vince Carter, Chris Bosh e Kyle Lowry. Com 38 pontos contra o Miami Heat em 7 de abril, DeRozan quebrou o recorde da franquia de Carter com seu 31º jogo de 30 pontos da temporada. Em 9 de abril, ele marcou 35 pontos contra o New York Knicks e se tornou o segundo jogador na história da franquia com uma temporada de 2.000 pontos - Carter marcou 2.107 em 1999-00 e 2.070 em 2000-01. DeRozan terminou a temporada com 2.020 pontos e sua média de 27,3 pontos marcou a segunda maior da história da franquia - Carter teve média de 27,6 em 2000-01.
Em 27 de abril de 2017, DeRozan marcou 32 pontos em uma vitória por 92-89 sobre o Milwaukee Bucks, ajudando os Raptors a levar a série de playoffs da primeira rodada em seis jogos. Os Raptors perderam para os Cavaliers na segunda rodada. DeRozan jogou em todos os 10 jogos dos playoffs e teve médias de 22,4 pontos, 4,9 rebotes, 3,4 assistências e 1,4 roubos de bola. Em 18 de maio de 2017, DeRozan foi nomeado para a Terceira-Equipe da All-NBA Team pela primeira vez em sua carreira.

#### Último ano em Toronto (2017-2018)

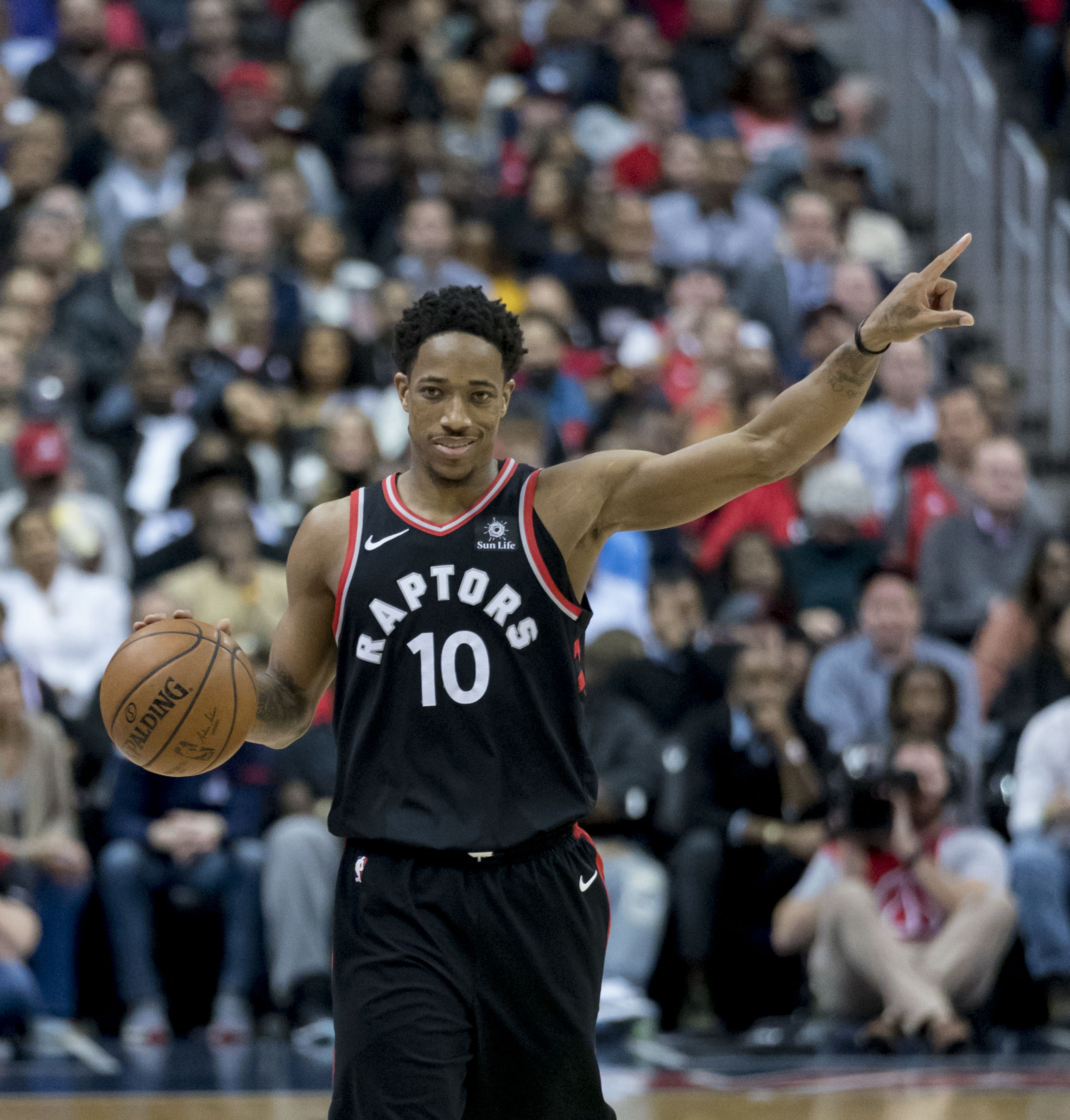
DeRozan em 2018

Em 1º de janeiro de 2018, DeRozan marcou 52 pontos para ajudar os Raptors a vencer o Milwaukee Bucks por 131-127 na prorrogação. Ele se tornou o terceiro jogador na história da equipe a marcar 50 ou mais pontos em um único jogo – os outros eram Vince Carter e Terrence Ross que fizeram 51 cada.
Em 18 de janeiro de 2018, DeRozan foi escolhido como titular no All-Star Game de 2018 pela segunda temporada consecutiva, marcando sua quarta seleção geral. Derozan juntou-se a Carter e Kyle Lowry como os únicos jogadores com seleções consecutivas como titular no All Star Game. Em 1º de fevereiro de 2018, ele foi nomeado Jogador do Mês da Conferência Leste em janeiro.
No jogo 4 da série de primeira rodada dos playoffs contra o Washington Wizards, DeRozan registrou 35 pontos, seis assistências e seis rebotes em uma derrota por 106-98. Os Raptors venceram a série em seis jogos. Na segunda rodada, os Raptors foram varridos pelo Cleveland Cavaliers. Ao fim da temporada, DeRozan foi nomeado para a Segunda-Equipe do All-NBA Team e como líder da franquia em várias categorias, incluindo jogos da temporada regular, vitórias, total de minutos, arremessos tentados e feitos e lances livres feitos e tentados.

### San Antonio Spurs (2018-2021)

#### Saída na primeira rodada (2018–2019)

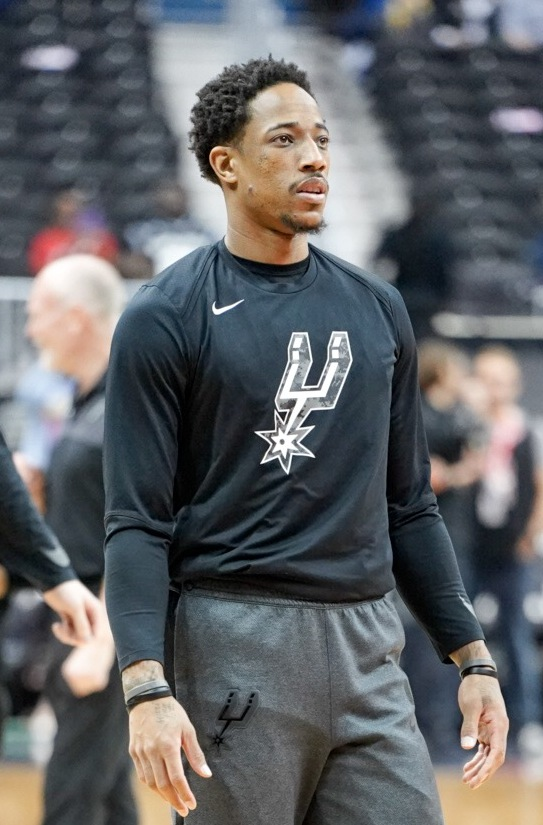
DeRozan com os Spurs em 2019

Em 18 de julho de 2018, DeRozan foi negociado, junto com Jakob Poeltl e uma escolha de primeira rodada do draft da NBA de 2019, para o San Antonio Spurs em troca de Kawhi Leonard e Danny Green. A troca foi polêmica porque DeRozan era ídolo dos torcedores e não havia sido consultado sobre a troca pelo presidente do Raptors, Masai Ujiri. No entanto, a percepção de que DeRozan não tinha um desempenho forte nos playoffs e o seu grande contrato foram postos como contraponto.
Em sua estreia pelos Spurs em 17 de outubro de 2018, DeRozan fez 28 pontos na vitória por 112–108 sobre o Minnesota Timberwolves. Em 22 de outubro, ele registrou 32 pontos e 14 assistências na vitória por 143–142 sobre o Los Angeles Lakers. Em 29 de outubro, ele fez 34 pontos e nove assistências na vitória por 113–108 sobre o Dallas Mavericks. Em 3 de novembro, ele marcou 26 pontos em uma vitória por 109-95 sobre o New Orleans Pelicans, marcando assim pelo menos 25 pontos em sete dos primeiros oito jogos do time. O único outro jogador de San Antonio a fazê-lo foi George Gervin na temporada de 1978-79.
Em 2 de dezembro, ele teve 36 pontos na vitória por 131–118 sobre o Portland Trail Blazers. Em 7 de dezembro, ele registrou 36 pontos e 9 assistências na vitória por 133–120 sobre os Lakers. Em 3 de janeiro, ele registrou seu primeiro triplo-duplo da carreira com 21 pontos, 14 rebotes e 11 assistências na vitória por 125–107 sobre seu ex-time, o Toronto Raptors. Em 22 de fevereiro, ele jogou sua primeira partida em Toronto com o uniforme dos Spurs e registrou 23 pontos, 4 rebotes e 8 assistências.
Em 16 de abril de 2019, durante o Jogo 2 da primeira rodada dos playoffs, DeRozan marcou 31 pontos na derrota por 105–114 para o Denver Nuggets. O Spurs perderia a série em sete jogos.

#### Ausências consecutivas na pós-temporada (2019–2021)
Em 29 de janeiro de 2020, DeRozan marcou 38 pontos na vitória por 127–120 sobre o Utah Jazz. Em 10 de março, ele registrou 13 pontos e 12 assistências na vitória por 119–109 sobre o Dallas Mavericks. Depois que a temporada da NBA foi suspensa em março devido à pandemia de COVID-19, os Spurs foram uma das 22 equipes convidadas para o bolha da NBA. No entanto, depois de terminar com um recorde de 32–39, o time não conseguiu se classificar para os playoffs, marcando a primeira vez desde 2013 que o time de DeRozan não chegou à pós-temporada.
Em 26 de abril de 2021, DeRozan registrou 37 pontos e 10 assistências em uma vitória por 146-143 sobre o Washington Wizards. Embora tenham se qualificado para o Play-in, os Spurs sofreram uma derrota por 96-100 para o Memphis Grizzlies e foram eliminados da disputa dos playoff pela segunda temporada consecutiva.

### Chicago Bulls (2021–2024)

#### Recuperação e terceira seleção All-NBA (2021–2022)
Em 11 de agosto de 2021, DeRozan foi negociado com o Chicago Bulls em troca de Thaddeus Young, Al-Farouq Aminu, uma escolha protegida de primeira rodada e duas escolhas de segunda rodada. DeRozan escolheu usar o número 11 com o Bulls, já que seu número 10 usual havia sido aposentado pelo time em homenagem a Bob Love.
Em 20 de outubro, DeRozan fez sua estreia nos Bulls e registrou 17 pontos, sete rebotes e três roubos de bola na vitória por 94-88 sobre o Detroit Pistons. Em 1º de novembro, ele marcou 37 pontos em uma vitória por 128–114 sobre o Boston Celtics. Dois dias depois, ele igualaria esses 37 pontos em uma derrota por 103-98 para o Philadelphia 76ers.
Em 23 de janeiro, DeRozan marcou 41 pontos na derrota por 114-95 para o Orlando Magic. Em 27 de janeiro, ele foi selecionado para seu 5º All-Star Game da NBA, sua primeira seleção desde 2018. Em 6 de fevereiro, DeRozan marcou 45 pontos em uma derrota por 119-108 para o Philadelphia 76ers. Em 14 de fevereiro, ele marcou 40 pontos na vitória por 120–109 sobre seu ex-time, o San Antonio Spurs. Este foi seu sexto jogo consecutivo de mais de 35 pontos, quebrando o recorde da franquia de Michael Jordan de cinco jogos consecutivos de mais de 35 pontos. Em 16 de fevereiro, em uma vitória por 125–118 sobre o Sacramento Kings, DeRozan quebrou o recorde marcando 38 pontos.
Em 27 de fevereiro, DeRozan marcou 31 pontos na derrota por 116-110 para o Memphis Grizzlies, esse foi o seu décimo jogo consecutivo de 30 pontos, a mais longa sequência de um jogador dos Bulls desde Michael Jordan em 1990-91. Em 3 de março, DeRozan foi eleito Jogador do Mês da Conferência Leste em fevereiro. Em 31 de março, ele marcou 50 pontos em uma vitória por 135-130 sobre o Los Angeles Clippers. DeRozan terminou a temporada regular como o artilheiro da NBA no quarto período com 612 pontos. Em 20 de abril, durante o Jogo 2 da primeira rodada dos playoffs, DeRozan marcou 41 pontos na vitória por 114–110 sobre o Milwaukee Bucks. Os Bulls perderiam para os Bucks em cinco jogos.

#### Temporadas finais (2022–2024)
Em 19 de outubro, DeRozan registrou 37 pontos, 6 rebotes, 9 assistências e 2 roubos de bola em uma vitória por 116-108 sobre o Miami Heat, tornando-se junto com Michael Jordan os únicos jogadores na história dos Bulls a marcar pelo menos 35 pontos, cinco rebotes e cinco assistências na abertura da temporada. Em 28 de outubro, DeRozan marcou 33 pontos em uma derrota por 129-124 contra sua ex-equipe, o San Antonio Spurs, e se tornou apenas o 50º jogador na história da NBA a alcançar 20.000 pontos na carreira. Em 4 de novembro, DeRozan marcou então sua maior pontuação da temporada com 46 pontos em uma derrota por 123-119 para o Boston Celtics. Em 23 de dezembro, ele acertou uma cesta decisiva e terminou com 25 pontos, 10 assistências e sete rebotes em uma vitória por 118-117 sobre o New York Knicks. Em 28 de dezembro, DeRozan registrou 42 pontos, 10 rebotes, 5 assistências, 2 roubos de bola e 2 bloqueios em uma vitória na prorrogação por 119-113 sobre o Milwaukee Bucks.
Em 2 de janeiro de 2023, DeRozan marcou 44 pontos em uma derrota na prorrogação por 145-134 contra o Cleveland Cavaliers. Em 2 de fevereiro, DeRozan foi selecionado para jogar como reserva da Conferência Leste no All-Star Game da NBA de 2023, sua segunda seleção consecutiva como jogador dos Bulls. Em 17 de março, ele registrou 49 pontos e 14 rebotes, enquanto Zach LaVine marcou 39 pontos, em uma vitória por 139-131 sobre o Minnesota Timberwolves. Seus 88 pontos combinados superaram o recorde anterior de Michael Jordan e Horace Grant de 85, tornando-se a maior pontuação em um jogo por uma dupla na história dos Bulls. Em 12 de abril, DeRozan marcou 23 pontos e coletou 7 rebotes em uma vitória por 109-105 sobre sua ex-equipe, o Toronto Raptors, ajudando os Bulls a avançarem para a segunda rodada do Play-In de 2023. No entanto, apesar de DeRozan liderar a equipe com 26 pontos e 9 assistências, os Bulls perderiam por 102-91 para o Miami Heat, eliminando a equipe da disputa pelos playoffs pela primeira vez na gestão de DeRozan.
Em 13 de março de 2024, DeRozan marcou sua maior pontuação da temporada com 46 pontos em uma vitória na prorrogação por 132-129 sobre o Indiana Pacers. 
Após, sem êxito, conseguir alcançar a pós-temporada por dois anos consecutivos, a equipe de Illinois parte para a reconstrução durante a Off-Season de 2024, o que consiste em trocar as suas principais peças e montar um elenco jovem. Após a troca do titular Alex Caruso para o Oklahoma City Thunder, os Bulls enviaram DeRozan, por meio de um movimento de Sign & Trade, para o Sacramento Kings, recebendo, como compensação, Chris Duarte e duas escolhas de 2ª rodada, partindo, dessa forma, para um processo de reconstrução, e encerrando, assim, sua passagem em Chicago.

## Estatísticas da carreira

### NBA

#### Temporada regular
| Ano      | Equipe   | PJ    | PT    | MPJ  | AP   | 3P   | LL   | RT  | AS  | BR  | TO | PPJ  |
| -------- | -------- | ----- | ----- | ---- | ---- | ---- | ---- | --- | --- | --- | -- | ---- |
| 2009–10  | Raptors  | 77    | 65    | 21.6 | .498 | .250 | .763 | 2.9 | .7  | .6  | .2 | 8.6  |
| 2010–11  | Raptors  | 82    | 82    | 34.8 | .467 | .096 | .813 | 3.8 | 1.8 | 1.0 | .4 | 17.2 |
| 2011–12  | Raptors  | 63    | 63    | 35.0 | .422 | .261 | .810 | 3.3 | 2.0 | .8  | .3 | 16.7 |
| 2012–13  | Raptors  | 82    | 82    | 36.7 | .445 | .283 | .831 | 3.9 | 2.5 | .9  | .3 | 18.1 |
| 2013–14  | Raptors  | 79    | 79    | 38.2 | .429 | .305 | .824 | 4.3 | 4.0 | 1.1 | .4 | 22.7 |
| 2014–15  | Raptors  | 60    | 60    | 35.0 | .413 | .284 | .832 | 4.6 | 3.6 | 1.2 | .2 | 20.1 |
| 2015–16  | Raptors  | 78    | 78    | 35.9 | .446 | .338 | .850 | 4.5 | 4.0 | 1.0 | .3 | 23.5 |
| 2016–17  | Raptors  | 74    | 74    | 35.4 | .467 | .266 | .842 | 5.2 | 3.9 | 1.1 | .2 | 27.3 |
| 2017–18  | Raptors  | 80    | 80    | 33.9 | .456 | .310 | .825 | 3.9 | 5.2 | .5  | .3 | 23.0 |
| 2018–19  | Spurs    | 77    | 77    | 34.9 | .481 | .156 | .830 | 6.0 | 6.2 | 1.1 | .5 | 21.2 |
| 2019–20  | Spurs    | 68    | 68    | 34.1 | .531 | .257 | .845 | 5.5 | 5.6 | 1.0 | .3 | 22.1 |
| 2020–21  | Spurs    | 61    | 61    | 33.7 | .495 | .257 | .880 | 4.2 | 6.9 | .9  | .2 | 21.6 |
| 2021–22  | Bulls    | 76    | 76    | 36.1 | .504 | .352 | .877 | 5.2 | 4.9 | .9  | .3 | 27.9 |
| 2022–23  | Bulls    | 74    | 74    | 36.2 | .504 | .324 | .872 | 4.6 | 5.1 | 1.1 | .5 | 24.5 |
| 2023–24  | Bulls    | 79    | 79    | 37.8 | .480 | .333 | .853 | 4.3 | 5.3 | 1.1 | .6 | 24.0 |
| Carreira | Carreira | 1.110 | 1.098 | 34.6 | .469 | .271 | .836 | 4.4 | 4.1 | .9  | .3 | 21.2 |

#### Play-In
| Ano      | Equipe      | PJ | PT | MPJ  | AP   | 3P   | LL   | RT  | AS  | BR  | TO  | PPJ  |
| -------- | ----------- | -- | -- | ---- | ---- | ---- | ---- | --- | --- | --- | --- | ---- |
| 2021     | San Antonio | 1  | 1  | 37.9 | .238 | —    | .909 | 3.0 | 3.0 | .0  | .0  | 20.0 |
| 2023     | Chicago     | 2  | 2  | 39.6 | .500 | .000 | .786 | 5.5 | 6.0 | .5  | 1.0 | 24.5 |
| 2024     | Chicago     | 2  | 2  | 42.6 | .514 | .500 | .800 | 4.5 | 6.5 | 1.0 | 1.0 | 22.0 |
| Carreira | Carreira    | 5  | 5  | 40.0 | .417 | .250 | .831 | 4.3 | 5.1 | .5  | .6  | 22.1 |

#### Playoffs
| Ano      | Equipe   | PJ | PT | MPJ  | AP   | 3P   | LL   | RT  | AS  | BR  | TO | PPJ  |
| -------- | -------- | -- | -- | ---- | ---- | ---- | ---- | --- | --- | --- | -- | ---- |
| 2014     | Raptors  | 7  | 7  | 40.3 | .385 | .333 | .899 | 4.1 | 3.6 | 1.1 | .3 | 23.9 |
| 2015     | Raptors  | 4  | 4  | 39.8 | .400 | .375 | .824 | 6.3 | 5.8 | 1.5 | .0 | 20.3 |
| 2016     | Raptors  | 20 | 20 | 37.3 | .394 | .154 | .813 | 4.2 | 2.7 | 1.1 | .2 | 20.9 |
| 2017     | Raptors  | 10 | 10 | 37.3 | .434 | .067 | .888 | 4.9 | 3.4 | 1.4 | .0 | 22.4 |
| 2018     | Raptors  | 10 | 10 | 35.4 | .437 | .286 | .811 | 3.6 | 4.0 | .5  | .6 | 22.7 |
| 2019     | Spurs    | 7  | 7  | 35.9 | .487 | .000 | .864 | 6.7 | 4.6 | 1.1 | .1 | 22.0 |
| 2022     | Bulls    | 5  | 5  | 40.6 | .411 | .000 | .867 | 5.4 | 4.8 | 1.8 | .4 | 20.8 |
| Carreira | Carreira | 63 | 63 | 38.0 | .421 | .173 | .852 | 5.0 | 4.1 | 1.2 | .2 | 21.8 |

### Universitário
| Ano     | Equipe | PJ | PT | MPJ  | AP   | 3P   | LL   | RT  | AS  | BR | TO | PPJ  |
| ------- | ------ | -- | -- | ---- | ---- | ---- | ---- | --- | --- | -- | -- | ---- |
| 2008–09 | USC    | 35 | 35 | 33.4 | .523 | .167 | .646 | 5.7 | 1.5 | .9 | .4 | 13.9 |

Fonte:

## Prêmios e homenagens
- 6x NBA All-Star: 2014, 2016, 2017, 2018, 2022, 2023
- 3x All-NBA Team
  - Segundo time: 2018, 2022
  - Terceiro time: 2017

- Seleção dos Estados Unidos:
  - Jogos Olímpicos:
    -  Medalha de Ouro 2016

  - FIBA World Championship:
    -  Medalha de Ouro 2014

## Carreira na seleção

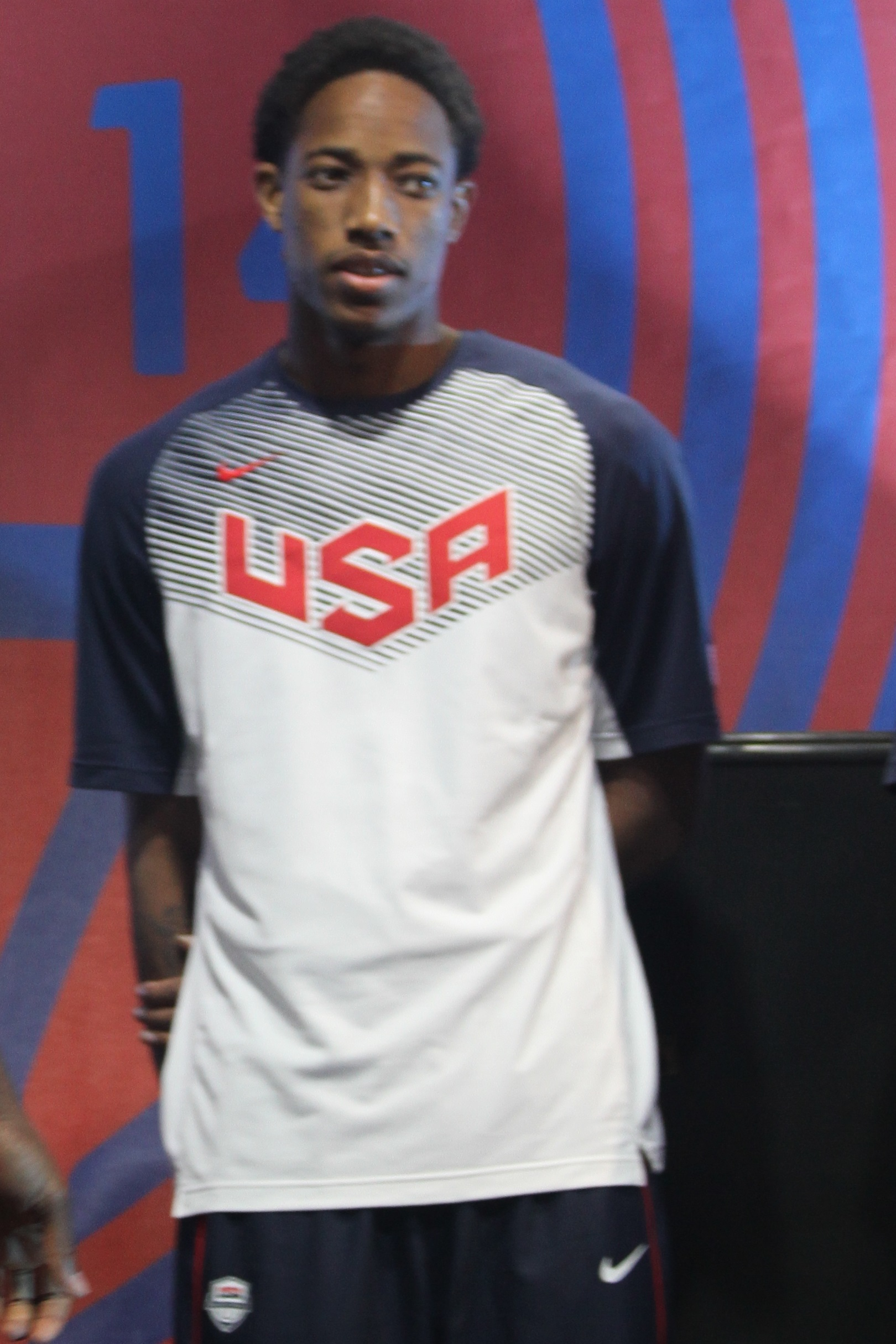
DeRozan com a Seleção Americana no Festival Mundial de Basquete de 2014

DeRozan foi um membro da Seleção Americana que ganhou a medalha de ouro na Copa do Mundo de 2014. Em nove jogos, ele teve médias de 4,8 pontos, 1,0 rebotes e 1,2 assistências. Ele fez uma segunda aparição pela Seleção Americana nos Jogos Olímpicos de Verão de 2016. DeRozan teve médias de 6,6 pontos, 1,4 rebotes e 0,9 assistências em sete jogos, ajudando-os a conquistar a medalha de ouro olímpica.

## Vida pessoal
DeRozan é filho de Frank e Diane DeRozan. A mãe de DeRozan foi diagnosticada com lúpus quando ele era criança. Enquanto estava jogando no Toronto Raptors, ele ajudou a conscientizar e educar os canadenses sobre a doença, em parte, em parceria com a Lupus Canada. DeRozan perdeu seu pai, Frank DeRozan, em fevereiro de 2021, após lutar contra problemas de saúde. Ele disse que voava regularmente para Los Angeles para estar ao seu lado em seus últimos momentos.
DeRozan também sofre de depressão e é um defensor de outras pessoas que sofrem com isso. Depois que DeRozan e Kevin Love falaram publicamente sobre saúde mental, isso levou a NBA a adicionar uma nova regra que exige que uma equipe tenha pelo menos um profissional de saúde mental licenciado em tempo integral em sua equipe. A dupla também apareceu em um vídeo da NBA que lançou o novo programa profissional de saúde mental ao lado de um novo site com vários recursos de saúde mental.
DeRozan é apelidado de "Deebo" em referência ao personagem do filme Friday de 1995. Ele recebeu o apelido quando estava na sexta série, após derrotar um aluno da oitava série durante um jogo de basquete na escola. DeRozan já refletiu sobre a consciência de seu apelido: "Quando as pessoas me chamam assim, você tem que me conhecer desde o bairro, então quando começou a se espalhar para a NBA, eu fiquei tipo, não sei como chegou à liga".